# Grasski-Juniorenweltmeisterschaft 2008
Die Grasski-Juniorenweltmeisterschaft 2008 fand vom 30. Juli bis 3. August in Rieden in der Schweiz statt. Die Meisterschaft begann mit der Eröffnungsfeier am Mittwoch, dem 30. Juli. Von Donnerstag bis Sonntag wurden die Bewerbe Super-Kombination, Super-G, Riesenslalom und Slalom ausgetragen.

## Piste
Name: Chummeren
Koordinaten (Ziel): 47° 13′ 21.5″ Nord, 9° 2′ 25.5″ Ost
Technische Daten:
|                        | Slalom         | Riesenslalom, Super-G |
| ---------------------- | -------------- | --------------------- |
| Starthöhe              | 687,18 m ü. M. | 698,00 m ü. M.        |
| Zielhöhe               | 605,15 m ü. M. | 605,15 m ü. M.        |
| Höhendifferenz         | 082,03 m       | 092,85 m              |
| Streckenlänge          | 347,80 m       | 397,80 m              |
| Durchschnittl. Neigung | 024,32 %       | 024,05 %              |
| Max. Neigung           | 034,43 %       | 034,43 %              |
| Min. Neigung           | 014,94 %       | 014,94 %              |

## Teilnehmer
43 Sportler (36 Männer und 7 Frauen) aus 9 Nationen nahmen an der Juniorenweltmeisterschaft teil (in Klammer die Anzahl der Herren und Damen):
- Deutschland (7 + 1)
- Iran (2 + 0)
- Italien (4 + 0)
- Japan (1 + 1)
- Lettland (1 + 1)
- Österreich (6 + 1)
- Schweiz (4 + 1)
- Slowakei (1 + 0)
- Tschechien (10 + 2)

Die erfolgreichsten Teilnehmer waren Jan Gardavský und Petra Mlejnková aus Tschechien sowie die Österreicherin Jacqueline Gerlach mit jeweils zwei Goldmedaillen.

## Medaillenspiegel
| Platz | Land        | Gold | Silber | Bronze | Gesamt |
| ----- | ----------- | ---- | ------ | ------ | ------ |
| 1     | Tschechien  | 4    | 2      | 1      | 7      |
| 2     | Österreich  | 2    | 2      | 1      | 5      |
| 3     | Schweiz     | 1    | –      | 5      | 6      |
| 4     | Deutschland | 1    | –      | 1      | 2      |
| 5     | Italien     | –    | 3      | –      | 3      |
| 6     | Lettland    | –    | 1      | –      | 1      |

## Ergebnisse Herren

### Slalom
| Platz | Name                 | Land | Zeit 1. | Zeit 2. | Gesamt      |
| ----- | -------------------- | ---- | ------- | ------- | ----------- |
| 01    | Mirko Hüppi          | SUI  | 28,94 s | 29,73 s | 58,67 s     |
| 02    | Aleš Mlíčka          | CZE  | 29,25 s | 30,04 s | 59,29 s     |
| 03    | Jakob Rest           | AUT  | 29,07 s | 30,34 s | 59,41 s     |
| 04    | Jan Gardavský        | CZE  | 28,88 s | 30,61 s | 59,49 s     |
| 05    | Florian Sauer        | GER  | 29,75 s | 30,63 s | 1:00,38 min |
| 06    | Daichi Shintani      | JPN  | 30,03 s | 31,01 s | 1:01,04 min |
| 07    | Timotej Oravec       | SVK  | 30,00 s | 31,17 s | 1:01,17 min |
| 08    | Philipp Gschwandtner | AUT  | 29,91 s | 31,78 s | 1:01,69 min |
|       | Daniel Gschwandtner  | AUT  | 30,36 s | 31,33 s | 1:01,69 min |
| 10    | Marco Colombin       | ITA  | 30,20 s | 31,69 s | 1:01,89 min |

Datum: 3. August 2008

Startzeit: 9:30 Uhr / 12:15 Uhr

Tore 1. Lauf: 32, Tore 2. Lauf: 32

Wetter: leicht bewölkt

Temperatur: 24 °C

Gewertet: 23 von 36 Läufern

### Riesenslalom
| Platz | Name                 | Land | Zeit 1. | Zeit 2. | Gesamt  |
| ----- | -------------------- | ---- | ------- | ------- | ------- |
| 01    | Florian Sauer        | GER  | 25,64 s | 26,76 s | 52,40 s |
| 02    | Manuel De Zan        | ITA  | 25,95 s | 26,59 s | 52,54 s |
| 03    | Mirko Hüppi          | SUI  | 25,72 s | 26,87 s | 52,59 s |
| 04    | Jakob Rest           | AUT  | 25,75 s | 26,87 s | 52,62 s |
| 05    | Aleš Mlíčka          | CZE  | 25,95 s | 27,20 s | 53,15 s |
| 06    | Lukáš Kolouch        | CZE  | 26,04 s | 27,25 s | 53,29 s |
| 07    | Daichi Shintani      | JPN  | 26,19 s | 27,39 s | 53,58 s |
| 08    | Martin Geretschläger | AUT  | 26,06 s | 27,60 s | 53,66 s |
| 09    | Timotej Oravec       | SVK  | 26,26 s | 27,47 s | 53,73 s |
| 10    | Marco Colombin       | ITA  | 26,22 s | 27,53 s | 53,75 s |

Datum: 2. August 2008

Startzeit: 11:30 Uhr / 14:30 Uhr

Tore 1. Lauf: 18, Tore 2. Lauf: 16

Wetter: sonnig

Temperatur: 26 °C

Gewertet: 32 von 36 Läufern

### Super-G
| Platz | Name                 | Land | Zeit    |
| ----- | -------------------- | ---- | ------- |
| 01    | Jan Gardavský        | CZE  | 23,65 s |
| 02    | Manuel De Zan        | ITA  | 24,42 s |
| 03    | Florian Sauer        | GER  | 24,55 s |
| 04    | Jakub Nekvapil       | CZE  | 24,62 s |
| 05    | Aleš Mlíčka          | CZE  | 24,66 s |
| 06    | Lukáš Kolouch        | CZE  | 24,69 s |
|       | Philipp Gschwandtner | AUT  | 24,69 s |
| 08    | Jakob Rest           | AUT  | 24,70 s |
| 09    | Timotej Oravec       | SVK  | 24,81 s |
| 10    | Martin Geretschläger | AUT  | 24,89 s |

Datum: 1. August 2008

Startzeit: 11:00 Uhr

Tore: 13

Wetter: sonnig

Temperatur: 24 °C

Gewertet: 35 von 35 Läufern

### Super-Kombination
| Platz | Name                 | Land | Zeit SG | Zeit SL | Gesamt  |
| ----- | -------------------- | ---- | ------- | ------- | ------- |
| 01    | Jan Gardavský        | CZE  | 23,63 s | 28,25 s | 51,88 s |
| 02    | Manuel De Zan        | ITA  | 24,70 s | 28,23 s | 52,93 s |
| 03    | Mirko Hüppi          | SUI  | 24,95 s | 28,29 s | 53,24 s |
| 04    | Aleš Mlíčka          | CZE  | 24,80 s | 28,94 s | 53,74 s |
| 05    | Lukáš Kolouch        | CZE  | 24,85 s | 29,00 s | 53,85 s |
| 06    | Daichi Shintani      | JPN  | 25,18 s | 28,94 s | 54,12 s |
| 07    | Philipp Gschwandtner | AUT  | 24,48 s | 29,97 s | 54,45 s |
| 08    | Jakub Nekvapil       | CZE  | 25,04 s | 29,50 s | 54,54 s |
| 09    | Michael Krückel      | AUT  | 24,68 s | 30,01 s | 54,69 s |
| 10    | Daniel Gschwandtner  | AUT  | 25,52 s | 29,68 s | 55,20 s |

Datum: 31. Juli 2008

Startzeit: Super-G: 11:00 Uhr, Slalom: 15:00 Uhr

Tore Super-G: 13, Tore Slalom: 30

Wetter: sonnig

Temperatur: 31 °C

Gewertet: 23 von 36 Läufern

## Ergebnisse Damen

### Slalom
| Platz | Name                | Land | Zeit 1.     | Zeit 2. | Gesamt      |
| ----- | ------------------- | ---- | ----------- | ------- | ----------- |
| 1     | Petra Mlejnková     | CZE  | 32,18 s     | 32,67 s | 1:04,85 min |
| 2     | Jacqueline Gerlach  | AUT  | 31,69 s     | 33,46 s | 1:05,15 min |
| 3     | Bianca Lenz         | SUI  | 32,61 s     | 33,84 s | 1:06,45 min |
| 4     | Kumi Saito          | JPN  | 34,60 s     | 35,96 s | 1:10,56 min |
| 5     | Michaela Ducháčková | CZE  | 34,97 s     | 58,70 s | 1:33,67 min |
| 6     | Rūta Irbe Tropa     | LAT  | 1:00,95 min | 51,78 s | 1:52,73 min |

Datum: 3. August 2008

Startzeit: 9:30 Uhr / 12:15 Uhr

Tore 1. Lauf: 32, Tore 2. Lauf: 32

Wetter: leicht bewölkt

Temperatur: 24 °C

Gewertet: 6 von 6 Läuferinnen

### Riesenslalom
| Platz | Name                | Land | Zeit 1. | Zeit 2. | Gesamt      |
| ----- | ------------------- | ---- | ------- | ------- | ----------- |
| 1     | Petra Mlejnková     | CZE  | 27,42 s | 28,13 s | 55,55 s     |
| 2     | Jacqueline Gerlach  | AUT  | 27,26 s | 28,30 s | 55,56 s     |
| 3     | Bianca Lenz         | SUI  | 28,60 s | 29,72 s | 58,32 s     |
| 4     | Kumi Saito          | JPN  | 32,76 s | 31,36 s | 1:04,12 min |
| 5     | Michaela Ducháčková | CZE  | 29,81 s | 37,47 s | 1:07,28 min |
| 6     | Linda Göldner       | GER  | 30,11 s | 38,91 s | 1:09,02 min |

Datum: 2. August 2008

Startzeit: 11:30 Uhr / 14:30 Uhr

Tore 1. Lauf: 18, Tore 2. Lauf: 16

Wetter: sonnig

Temperatur: 26 °C

Gewertet: 6 von 7 Läuferinnen

### Super-G
| Platz | Name                | Land | Zeit    |
| ----- | ------------------- | ---- | ------- |
| 1     | Jacqueline Gerlach  | AUT  | 26,13 s |
| 2     | Petra Mlejnková     | CZE  | 26,91 s |
| 3     | Bianca Lenz         | SUI  | 27,20 s |
| 4     | Michaela Ducháčková | CZE  | 28,16 s |
| 5     | Rūta Irbe Tropa     | LAT  | 28,95 s |

Datum: 1. August 2008

Startzeit: 11:00 Uhr

Tore: 13

Wetter: leicht bewölkt

Temperatur: 24 °C

Gewertet: 5 von 5 Läuferinnen

### Super-Kombination
| Platz | Name                | Land | Zeit SG | Zeit SL | Gesamt      |
| ----- | ------------------- | ---- | ------- | ------- | ----------- |
| 1     | Jacqueline Gerlach  | AUT  | 25,98 s | 31,07 s | 57,05 s     |
| 2     | Rūta Irbe Tropa     | LAT  | 28,68 s | 38,18 s | 1:06,86 min |
| 3     | Michaela Ducháčková | CZE  | 29,28 s | 54,81 s | 1:24,09 min |

Datum: 31. Juli 2008

Startzeit: Super-G: 11:00 Uhr, Slalom: 15:00 Uhr

Tore Super-G: 13, Tore Slalom: 30

Wetter: sonnig

Temperatur: 31 °C

Gewertet: 3 von 5 Läuferinnen